# Konrad-Adenauer-Preis der Deutschland-Stiftung
Der Konrad-Adenauer-Preis war ein Preis der zwischen 1967 und 2001 von der Deutschland-Stiftung e. V. an Personen verliehen wurde, die den nationalkonservativen bzw. rechtskonservativen Vereinszielen nahestanden. Er war zeitweise mit Preisgeldern (10.000 DM für jeden Preisträger) dotiert.
In der politischen Szene wurde die Annahme des Preises durch Bundeskanzler Helmut Kohl (CDU) im Jahr 1994 als „politischer Ritterschlag“ angesehen, der nach Meinung einiger Zeithistoriker wie Wolfgang Benz die Grenze von seriös-konservativ zu unseriös-nationalistisch bedeutungslos machen sollte.

## Preisträger
- 1967: Armin Mohler (Publizistik)
- 1967: Bernt von Heiseler (Literatur)
- 1967: Ludwig Freund (Wissenschaft)
- 1968: Frank Thiess (Literatur)
- 1968: Emil Franzel (Publizistik)
- 1968: Wilhelm Stählin (Wissenschaft)
- 1969: Edzard Schaper (Literatur)
- 1969: Felix von Eckardt (Publizistik)
- 1969: Hans-Joachim Schoeps (Wissenschaft)
- 1970: Pascual Jordan (Wissenschaft)
- 1970: Manfred Hausmann (Literatur)
- 1970: Winfried Martini (Publizistik)
- 1971: Zenta Mauriņa (Literatur)
- 1971: William S. Schlamm (Publizistik)
- 1971: Arnold Gehlen (Wissenschaft)
- 1972: Richard Nikolaus Graf von Coudenhove-Kalergi (Politik)
- 1972: Matthias Walden (Publizistik)
- 1972: Ernst Forsthoff (Wissenschaft)
- 1973: Lucius D. Clay (Konrad-Adenauer-Freiheitspreis)
- 1975: Gerhard Löwenthal (Publizistik)
- 1975: Karl Steinbuch (Wissenschaft)
- 1975: Wladimir Maximow (Literatur)
- 1977: Hans Habe (Literatur)
- 1977: Helmut Schelsky (Wissenschaft)
- 1977: Otto von Habsburg (Publizistik)
- 1979: Christa Meves (Publizistik)
- 1981: Axel Cäsar Springer (Konrad-Adenauer-Freiheitspreis)
- 1983: Gertrud Fussenegger (Literatur, von ihr abgelehnt)
- 1984: Herbert Kremp (Publizistik)
- 1984: Peter R. Hofstätter (Wissenschaft)
- 1986: Jean-François Revel (Wissenschaft)
- 1986: Gerd-Klaus Kaltenbrunner (Literatur)
- 1988: Gertrud Höhler (Literatur)
- 1988: Wolfgang Höpker (Publizistik)
- 1990: Alfred Dregger (Konrad-Adenauer-Freiheitspreis)
- 1992: Gabriele Wohmann (Literatur)
- 1992: Michael Wolffsohn (Wissenschaft)
- 1992: Jens Feddersen (Publizistik)
- 1994: Helmut Kohl (Konrad-Adenauer-Freiheitspreis)
- 1996: Lutz Rathenow (Literatur)
- 1996: Hans-Peter Schwarz (Wissenschaft)
- 1996: Heinz Klaus Mertes (Publizistik)
- 1998: Wolfgang Schäuble (Konrad-Adenauer-Freiheitspreis)
- 2000: Ernst Nolte (Wissenschaft)
- 2000: Otfried Preußler (Literatur)
- 2001: Peter Maffay (Kultur)[1]